# Вайнберґен (Винники)
Вайнберґен (Винники) (Винні гори, нім. Weinbergen) — німецька колонія у Винниках (поблизу Львова), закладена у 1785 році. Проіснувала до квітня 1940 року.

Альтернативний прапор Вайнберґен (Винників)

Перші німецькі поселенці з’явились у Винниках ще за часів короля Лева Даниловича у XIII столітті.

## Історія
1785 року у Вайнберґені було закладено 32 німецьких будинки. Лютеранська кірха (нині — Церква Різдва святого Івана Хрестителя) збудована у 1937 році. 1938 року тут мешкало 367 колоністів. Разом із колонією Унтерберґен творили одну громаду (ґміну). 1785 рік — заснування німецької школи. 1793 рік —перший вчитель (у німецькій школі) Георг Ролянд.
На початку XIX століття німці школи у Винниках не мали. Навчання відбувалося лише узимку в будинку вчителя Георга Ролянда, уродженця Палатинату. У 1807 році він склав звіт, в якому подав кількість дітей шкільного віку — 40 осіб, загальна ж кількість колоністів у Вайнберґені та Унтербергені, відповідно — 195 і 83 особи. Кількома роками пізніше учнів уже було 22, а учениць 29. 1808 року у Вайнберґені — 192 особи.
7 (20) листопада 1917 року, відповідно до Третього Універсалу Української Центральної Ради, увійшло до складу Української Народної Республіки.
Свого храму тривалий час винниківські німці не мали і ходили на богослужіння до львівської євангелістської церкви. Там же відбувались вінчання. Хрещення проводили німці у винниківському римо-католицькому костелі, а похорони відправляв місцевий німецький учитель.
Винниківська німецька громада мала у власному користуванні частину лісового масиву (західна частина урочища «Діброва», приблизно по сучасну лінію електропередач). Німецькі колоністи внесли помітний вклад у розвиток сільського господарства Винник: освоєння значних площ невживаних земельних угідь, підвищення культури землеробства (запровадження вирощування конюшини, ріпаку, хмелю, ревеню), садівництва, упорядкування лісового господарства, покращення годівлі худоби. Дотепер старожили Винник називають свої господарські знаряддя німецькими словами «цюрік», «васервага».Але далеко не всі винниківські колоністи займались сільським господарством. Частина з них працювала на тютюновій фабриці.
Грудень 1939 року — початок репатріації винниківських німців до Німеччини.